# 코리다이
코리다이(忽理台, ᠬᠣᠷᠢᠳᠠᠢ, 키릴 문자:Хоридай, ? ~ ?) 또는 코리타이는 몽골 제국과 원나라의 황족으로, 쿠빌라이 카안의 서자였다. 원사, 원사연의에는 나타나지 않으나, 페르시아계 사서인 라시드 알 딘의 집사에 이름이 나타난다. 1251년부터 1253년 몽케 칸의 명으로  티베트 원정몽골군 사령관으로 파견, 티베트 중부를 점령했다. 그는 1250년대에 이미 성년이었으나 이후의 기록에 나타나지 않는다.
일설에는 쿠빌라이 카안의 다섯번째 아들이라는 설이 있으나, 1251년부터 1253년에 군사 활동을 했다는 기록과 서로 모순된다.

## 생애
생년월일과 출생지는 미상이며 후일 몽골 제국의 카간이 되는 쿠빌라이 카안의 서자로, 어머니는 메르키트부 토크토아 베키의 형제 혹은 아들인 쿠투쿠의 딸 쿠투쿠치 카툰, 혹은 코룩친 카툰이다. 코리다이의 유년시절과 생애 초반에 대한 것은 알려진 것이 없다.
페르시아계 사서 라시드 알 딘의 집사에 이름이 나타나며, 쿠빌라이 카안의 다섯번째 아들이라 하나, 원사, 원사연의, 신원사에는 쿠빌라이 카안의 다른 서자 후게치가 쿠빌라이 카안의 다섯번째 아들이라 하여, 논란이 있다. 집사에 의하면 코리다이는 쿠빌라이 카안의 다섯번째 아들로 기록됐으나, 코리다이는 1250년대에 이미 성년이라 쿠빌라이 카안의 적자 중 망갈라, 노무간보다는 연상으로 추정된다.
그는 몽케 카안의 명으로 티베트 원정군대의 사령관으로서 1251년~1253년 티베트 중부를 침공하도록 위임받았다. 그는 티베트 라사의 북동쪽에 있는 당긴카(Dangquka, 현 라싸 시 당슝)까지 점령, 정복하였고, 한편 코리다이의 부하 두페타(또는 도베타)가 지휘하는 군대는 티베트의 담 지역을 점령, 살인, 약탈과 사원 파괴, 다수의 집을 불태우고 지역을 지배했다. · 
그의 사망원인과 사망지, 사망일자는 기록에 나타나지 않는다. 결혼과 자녀 여부 역시 알려지지 않았다. 그가 원사, 원사연의에 기록이 누락된 이유는 알려진 것이 없다.